# Fernanda Contreras Gómez
Fernanda Contreras Gómez, née le 8 octobre 1997 à San Luis Potosi, est une joueuse de tennis mexicaine, professionnelle depuis 2019.
Elle est la petite-fille du joueur de tennis Francisco Contreras.

## Carrière
Fernanda Contreras Gómez rejoint le circuit international après avoir effectué un cursus universitaire à l'Université Vanderbilt. En seulement cinq mois, elle dispute une finale et en remporte deux dont une à Waco en sortant des qualifications.
Elle débute sur le circuit WTA en 2020 lors des qualifications du tournoi de tennis d'Acapulco. Elle joue pour l'équipe mexicaine en Coupe Billie Jean King depuis 2018.
En 2022, elle s'extirpe des qualifications des Internationaux de France et bat la Hongroise Panna Udvardy au premier tour. Elle se qualifie également pour le tournoi de Wimbledon et l'US Open.
En mars 2023, elle parvient en finale du double du tournoi de Monterrey avec sa partenaire, l'Australienne Kimberly Birrell.

## Palmarès

### Titre en double dames
Aucun.

### Finale en double dames
| No | Date       | Nom et lieu du tournoi        | Catégorie | Dotation  | Surface    | Vainqueures                          | Partenaire       | Score            |          |
| -- | ---------- | ----------------------------- | --------- | --------- | ---------- | ------------------------------------ | ---------------- | ---------------- | -------- |
| 1  | 27-02-2023 | Abierto GNP Seguros Monterrey | WTA 250   | 259 303 $ | Dur (ext.) | Yuliana Lizarazo María Paulina Pérez | Kimberly Birrell | 6-3, 5-7, [10-5] | Parcours |

## Parcours en Grand Chelem

### En simple dames
| Année | Open d'Australie | Open d'Australie | Internationaux de France | Internationaux de France | Wimbledon       | Wimbledon       | US Open         | US Open            |
| ----- | ---------------- | ---------------- | ------------------------ | ------------------------ | --------------- | --------------- | --------------- | ------------------ |
| 2022  | —                | —                | 2e tour (1/32)           | Daria Kasatkina          | 1er tour (1/64) | Magda Linette   | 1er tour (1/64) | Barbora Krejčíková |
| 2023  | Q1               | Daria Snigur     | Q1                       | Sesil Karatantcheva      | Q1              | Elina Avanesyan | —               | —                  |

N.B. : à droite du résultat se trouve le nom de l'ultime adversaire.

## Parcours en WTA 1000
Les tournois WTA 1000 constituent les catégories d'épreuves les plus prestigieuses, après les quatre levées du Grand Chelem.

### En simple dames
| Année |       |              |       |        |                            |        |            |       |             |             |  |                                |
| Doha  | Dubaï | Indian Wells | Miami | Madrid | Rome                       | Canada | Cincinnati | Pékin | Guadalajara | Guadalajara |  |                                |
| Doha  | Dubaï | Indian Wells | Miami | Madrid | Rome                       | Canada | Cincinnati | Pékin | Guadalajara | Guadalajara |  |                                |
| Doha  | Dubaï | Indian Wells | Miami | Madrid | Rome                       | Canada | Cincinnati | Pékin | Guadalajara | Guadalajara |  |                                |
| 2022  |       |              |       |        |                            |        |            |       |             |             |  | 1er tour (1/32) A. Tomljanović |
| 2023  |       |              |       |        | 1er tour (1/64) S. Cîrstea |        |            |       |             |             |  |                                |

Sous le résultat, l’ultime adversaire.

## Classements WTA en fin de saison
| Année          | 2019 | 2020 | 2021 | 2022 | 2023 | 2024 |
| Rang en simple | 467  | 464  | 276  | 160  | 355  | 731  |
| Rang en double | 429  | 452  | 330  | 116  | 126  | 809  |

Source : (en) Classements de Fernanda Contreras Gómez sur le site officiel de la Fédération internationale de tennis